# Brug 729
Brug 729 is een bouwkundig kunstwerk in Amsterdam Nieuw-West.
Deze brug werd aangelegd in het kader van de bouw van Station Amsterdam Lelylaan. Rondom het station werd een busstation aangelegd, een stationsplein en een parkeerplaats. Deze parkeerplaats werd geprojecteerd tussen de Cornelis Lelylaan en Johan Jongkindstraat. Ter plaatse lag een stelsel afvoertochten ten behoeve van het dijklichaam van de ringspoorbaan. Nadat het gedeelte ringspoorbaan tussen beide straten was afgegraven werd er de parkeerplaats onder het noordelijk deel van het station aangelegd. Ten zuiden van dat deel van het dijklichaam en dus ook van de parkeerplaats lag een sloot. Om voetgangers en fietsers van de parkeerplaats en Johannes Jongkindstraat een directe verbinding te geven naar het station en de Cornelis Lelylaan met bijbehorende trams werd brug 729 op de grens van 1985 en 1986 gebouwd. Die brug moest overigens aansluiten op brug 703, een duiker onder de Cornelis Lelylaan door.
De brug bestond toen uit een brug die aansloot op de ontwerpen in gebruik bij de omliggende terreinen. Wanneer midden jaren negentig ook aan der andere zijde een brug nodig is (brug 1892), wordt ook brug 729 vernieuwd. De bruggen hebben een enkelvoudige overspanning over de watergang; stalen liggers ondersteunen die overspanning tussen de landhoofden. De stalen liggers dragen plankwerken. Liggers, leuningen en balustrades hebben de vorm van een vakwerkbrug.
<<< · 700 · 701 · 702 · 703 · 704 · 705 · 706 · 707 · 708 · 709 · 710 · 711 · 712 · 713 · 714 · 715 · 716 · 717 · 718 · 719 · 720 · 721 · 722 · 725 · 726 · 729 · 730-738 · 739 · 740 · 741 · 742 · 743 · 744 · 745 · 746 · 747 · 748 · 749 · 751 · 752 · 753 · 754 · 755 · 756 · 757 · 758 · 759 · 760 · 761 · 762 · 763 · 764 · 765 · 766 · 767 · 768 · 769 · 770 · 771 · 772 · 773 · 775 · 776 · 777 · 778 · 779 · 780 · 781 · 782 · 783 · 784 · 786 · 787 · 788 · 789 · 790 · 791 · 792 · 793 · 794 · 795 · 797 · >>>
Brugnummers  723, 724, 727, 728, 750, 774, 785, 796 (niet gerealiseerde brug over de Slotervaart), 798 en 799 zijn niet vergeven.